# Liberato Firmino Sifonia
Liberato Firmino Sifonia (Ginevra, 6 febbraio 1917 – Lanciano, 25 dicembre 1996) è stato un compositore italiano.

## Biografia
Di padre italiano, contrabbassista e madre francese, compì gli studi letterari e musicali nel Principato di Monaco; successivamente seguì corsi di perfezionamento in Francia con Alfred Cortot, Lazare Lévy e Claude Delvincourt. Fu inoltre
allievo di Goffredo Petrassi all'Accademia nazionale di Santa Cecilia di Roma, istituzione presso la quale ottenne il diploma in composizione. Tra i suoi colleghi di corso si annoverano Boris Porena, Ennio Morricone e Domenico Guaccero.
Tra il 1953 e il 1958 è stato responsabile della programmazione musicale del 3° Canale della Rai. Ha insegnato composizione nel Conservatorio di Perugia dal 1958 al 1965, in quello di Bologna dal 1965 al 1969, per diventare poi direttore dei Conservatori di Pescara e Firenze dal 1977 al 1987. Nel 1962 fu nominato segretario del Comitato Nazionale Italiano della Musica presso l'UNESCO.

## Lo stile
Sifonia ha aderito attorno agli anni cinquanta alla tecnica seriale, senza tuttavia propendere per il radicalismo delle
correnti della Nuova Musica e approdando con successo a un'efficace e immediata comunicatività. La sua personale interpretazione del serialismo gli ha dettato pagine suggestive e di indubbio pregio artistico, in cui emerge una cura particolare per la strumentazione (specialmente nei concerti solistici). È autore di molta musica sinfonica, vocale, corale e saggi di analisi musicale.

## Principali composizioni
- Choeurs de Mallarmé per coro a cappella (1950)
- Ouverture per piccola orchestra (1951)
- Musica per tre cori (1952)
- Blues per clarinetto e pianoforte (1957)
- Parafrasi per 2 pianoforti (1959)
- Concerto per contrabbasso, fiati, percussioni e pianoforte (1961 al Teatro La Fenice di Venezia)
- Due per violino e pianoforte (1961)
- Canoni per nastro magnetico (1961)
- Ground per 3 archi, 3 fiati e pianoforte (1962)
- Concerto per viola e orchestra (1964)
- Totems per 11 archi (1969)
- Cantus per voce, 6 fiati e pianoforte (1974)
- Concertino per viola, violino, violoncello, contrabbasso e archi (1976)
- Memoria per 14 fiati, pianoforte, percussioni e nastro magnetico (1976)
- Septuor per 2 strumenti a fiato, quartetto d'archi e clavicembalo (1984)
- Prologo  per due voci, corno e nastro magnetico (1987)

## Incisioni discografiche
- Parafrasi per 2 pianoforti; Concerto per contrabbasso; Due per violino e pianoforte; Septuor; Prologo; Concertino per 11 archi; Cantus per voce, 6 fiati e pianoforte - Interpreti Vari CD PAN 3015